# West McPherson (Dakota del Sur)
West McPherson es un territorio no organizado ubicado en el condado de McPherson en el estado estadounidense de Dakota del Sur. En el Censo de 2010 tenía una población de 271 habitantes y una densidad poblacional de 0,29 personas por km².

## Geografía
West McPherson se encuentra ubicado en las coordenadas 45°45′33″N 99°33′49″O / 45.75917, -99.56361. Según la Oficina del Censo de los Estados Unidos, West McPherson tiene una superficie total de 937.16 km², de la cual 928.85 km² corresponden a tierra firme y (0.89%) 8.31 km² es agua.

## Demografía
Según el censo de 2010, había 271 personas residiendo en West McPherson. La densidad de población era de 0,29 hab./km². De los 271 habitantes, West McPherson estaba compuesto por el 99.26% blancos, el 0% eran afroamericanos, el 0% eran amerindios, el 0.37% eran asiáticos, el 0% eran isleños del Pacífico, el 0% eran de otras razas y el 0.37% pertenecían a dos o más razas. Del total de la población el 0% eran hispanos o latinos de cualquier raza.